# 分裂唄草紙
『分裂唄草紙』（ぶんれつうたぞうし）は、野坂昭如が1974年に、エレックレコードからの2枚目のLPとしてリリースしたスタジオ・アルバム。このアルバムからは、先行シングル「終末のタンゴ/おんじょろ節」が一足早くリリースされた。
三保敬太郎、樋口康雄、高中正義らの編曲による、歌謡曲、民謡、ジャズ、ロックなど多様な様式の楽曲が取り上げられている。
2006年10月25日に、同じくエレックレコードから出たアルバムである『不条理の唄』、『辻説法』とともに、バップからCDで再リリースされた。

## トラックリスト
| #  | タイトル           | 作詞     | 作曲     | 編曲     | 時間 |
| -- | ------------------ | -------- | -------- | -------- | ---- |
| 1. | 「終末のタンゴ」   | 能吉利人 | 桜井順   | 桜井順   | 2:27 |
| 2. | 「巡礼」           | 神吉拓郎 | 樋口康雄 | 樋口康雄 | 2:30 |
| 3. | 「金地獄雀歌草紙」 | 吉岡治   | 内藤孝敏 | 内藤孝敏 | 6:40 |
| 4. | 「十人の女学生」   | 吉岡治   | 小室等   | 高中正義 | 4:15 |
| 5. | 「おんじょろ節」   | 能吉利人 | 桜井順   | 桜井順   | 2:27 |

| #  | タイトル                 | 作詞       | 作曲       | 編曲       | 時間 |
| -- | ------------------------ | ---------- | ---------- | ---------- | ---- |
| 1. | 「売られ売られて」       | 泉谷しげる | 泉谷しげる | 三保敬太郎 | 3:53 |
| 2. | 「河」                   | 魁太郎     | 小谷充     | 小谷充     | 4:00 |
| 3. | 「スケッチ」             | 武田鉄矢   | 中牟田俊男 | 三保敬太郎 | 4:17 |
| 4. | 「大懺悔」               | 能吉利人   | 桜井順     | 桜井順     | 3:04 |
| 5. | 「酒を」                 | 神吉拓郎   | 樋口康雄   | 樋口康雄   | 2:50 |
| 6. | 「出来そこないのロック」 | 能吉利人   | 桜井順     | 桜井順     | 1:57 |